# Anzano di Puglia
Anzano di Puglia is een gemeente in de Italiaanse provincie Foggia (regio Apulië) en telt 2090 inwoners (31-12-2004). De oppervlakte bedraagt 11,1 km², de bevolkingsdichtheid is 188 inwoners per km².
De volgende frazioni maken deel uit van de gemeente: Mastralessio, Carifano, Morra, Nocelle, Lo Russo, Losciarpo.

## Demografie
Anzano di Puglia telt ongeveer 743 huishoudens. Het aantal inwoners daalde in de periode 1991-2001 met 5,3% volgens cijfers uit de tienjaarlijkse volkstellingen van ISTAT.
| Jaar | Inwoneraantal |
| ---- | ------------- |
| 1991 | 2365          |
| 2001 | 2239          |

## Geografie
De gemeente ligt op ongeveer 760 m boven zeeniveau.
Anzano di Puglia grenst aan de volgende gemeenten: Monteleone di Puglia, San Sossio Baronia (AV), Sant'Agata di Puglia, Scampitella (AV), Vallesaccarda (AV), Zungoli (AV).